# Iris caeca
Iris caeca är en bönsyrseart som beskrevs av Boris Petrovich Uvarov 1931. Iris caeca ingår i släktet Iris och familjen Tarachodidae. Inga underarter finns listade i Catalogue of Life.